# Polymerus robustus
Polymerus robustus är en insektsart som beskrevs av Henry 1978. Polymerus robustus ingår i släktet Polymerus och familjen ängsskinnbaggar. Inga underarter finns listade i Catalogue of Life.